# Andrey Belofastov
Andrey Belofastov (né le 2 octobre 1969 à Kiev) est un joueur de water-polo qui a remporté la médaille de bronze olympique en 1992, au sein de l'équipe unifiée.
- CIO
- Olympedia
- World Aquatics